# Pandemia de COVID-19 en Azerbaiyán
La pandemia de COVID-19 en Azerbaiyán se extendió principalmente en el sur del país y en la capital Bakú. El primer caso fue confirmado el 28 de febrero de 2020, mientras que el primer fallecimiento ocurrió el 12 de marzo en la ciudad de Bakú. El 22 de marzo, se confirmó la primera transmisión doméstica. El 31 de marzo, Azerbaiyán declaró la cuarentena a nivel nacional. Se requiere que las personas permanezcan en casas y apartamentos privados, lugares de residencia permanentes o temporales hasta el 20 de abril.
Hasta el 2 de junio de 2022, se contabiliza la cifra de 792,785 casos confirmados, 9,713 fallecidos y 783,019 recuperados del virus.

## Cronología

### Febrero
El 28 de febrero la sede operativa del Gabinete de Ministros de la República de Azerbaiyán confirma que el primer caso de infección por coronavirus se ha registrado en Azerbaiyán.

### Marzo
El 9 de marzo 2 personas que regresan de la República Islámica de Irán han dado positivo por coronavirus.
El 13 de marzo 4 personas que regresan de la República Islámica de Irán e Italia han dado positivo por coronavirus. Las autoridades de Azerbaiyán también han confirmado este jueves el primer fallecimiento en el país a causa del nuevo coronavirus, una mujer de 50 años llegada recientemente desde Irán.
El 14 de marzo en 3 ciudadanos azerbaiyanos a los que se les diagnosticó el coronavirus, tras ser tratados en hospitales de régimen especial, se recuperaron y fueron dados de alta para ir a casa.
El 16 de marzo en Azerbaiyán se han registrado 2 casos más de infección por coronavirus.
El 17 de marzo en Azerbaiyán se han revelado 3 nuevos casos de infección por coronavirus.
El 18 de marzo en Azerbaiyán, otras 4 personas a las que se les diagnosticó el coronavirus se recuperaron y fueron dadas de alta a domicilio tras ser tratadas en hospitales de régimen especial. También se han registrado otros 6 casos de infección por coronavirus
El 19 de marzo se registraron 10 nuevos casos de infección por coronavirus en Azerbaiyán.
El 21 de marzo en Azerbaiyán se han revelado otros 9 hechos de infección por coronavirus.
El 22 de marzo en Azerbaiyán se han registrado otros 12 casos de infección por coronavirus.
El 23 de marzo Azerbaiyán confirma 7 nuevos casos de coronavirus.
El 24 de marzo Azerbaiyán confirma 15 casos más de infección por coronavirus

## Las medidas de contención
El 28 de febrero las autoridades de Azerbaiyán establecieron un grupo de trabajo con el fin de prevenir la propagación del nuevo coronavirus en el país.
Se adoptó la decisión, a partir de las 16.00 horas del 29 de febrero de 2020, de cerrar la frontera estatal entre la República de Azerbaiyán y la República Islámica del Irán en un plazo de dos semanas sobre la base de un régimen restrictivo.
La sede operativa del Gabinete de Ministros de Azerbaiyán ha tomado una decisión sobre la suspensión de la educación, el proceso educativo y las correspondientes actividades en todas las instituciones educativas del país.
La sede operativa insta a ciertas estructuras a no celebrar eventos masivos en el futuro cercano, a cambiar la fecha de los eventos ya programados.
Azerbaiyán se ha prorrogado por otras dos semanas el plazo para la decisión de cerrar temporalmente la frontera estatal con el Irán sobre la base de un régimen restrictivo adoptado el 29 de febrero de 2020 para impedir la propagación del virus en el territorio de Azerbaiyán.
El 13 de marzo, el primer ministro de la República de Azerbaiyán, Ali Asadov, y el primer ministro de Georgia, Giorgi Gakharia decidieron cerrar la frontera estatal entre Azerbaiyán y Georgia para todos los medios de transporte por un período de 10 días a partir de las 00.00 horas del 14 de marzo de 2020, a fin de garantizar la seguridad y proteger la salud de los ciudadanos de ambos países.
Según la Sede Operativa del Gabinete de Ministros, se prohíben todas las bodas a partir del 14 de marzo de 2020, excepto las ceremonias de boda preestablecidas para los días 14 y 15 de marzo de 2020.
Сomo parte de las medidas para prevenir la propagación del virus COVİD-19 en el país a partir del 15 de marzo, las Aerolíneas Azerbaiyanas suspendieron temporalmente los vuelos Bakú-París-Bakú, Bakú-Berlín-Bakú, Bakú-Nursultan-Bakú, Bakú-Aktau-Bakú, Bakú-Almaty-Bakú
El 16 de marzo, el primer ministro de la República de Azerbaiyán, Ali Asadov, y su homólogo de la Federación de Rusia, Mijaíl Mishustin decidieron suspender temporalmente a partir de las 00.00 horas del 18 de marzo de 2020 los viajes mutuos de los ciudadanos de Azerbaiyán y Rusia.
El 17 de marzo el Gobierno de Azerbaiyán decidió suspender la entrada de vehículos registrados en las ciudades y distritos de Azerbaiyán, así como de sus pasajeros a las ciudades de Bakú y Sumgayit, así como al distrito de Absheron, desde las 00.00 horas del 19 al 29 de marzo. El presidente de la República de Azerbaiyán Ilham Aliyev donó su salario anual a la Fundación de Lucha contra el Coronavirus. La primera vicepresidenta Mehriban Aliyeva donó un salario anual al Fondo de Apoyo de Lucha contra Coronavirus.
Debido a la rápida propagación de la infección por coronavirus desde el 23 de marzo de 2020 a partir de las 00:00 la actividad de los grandes centros comerciales del país, excepto las tiendas de comestibles y las farmacias, se suspende por un mes.
El plazo para el cierre de la frontera estatal entre Azerbaiyán y Georgia, que se decidió el 13 de marzo de 2020 a fin de garantizar la seguridad y la salud de los ciudadanos de Azerbaiyán y Georgia frente a la epidemia de coronavirus, se extiende hasta el 20 de abril.
El 23 de marzo se decidió anunciar un régimen especial de cuarentena para prevenir la propagación de la infección.
La ceremonia de la inauguración de la "Clínica Yeni" se celebra en Bakú el 28 de marzo. Estе hospital también se ha puesto a disposición de los pacientes infectados con el coronavirus.
El 29 de abril según la decisión las restricciones de entrada y salida en la frontera estatal de Azerbaiyán se extenderán hasta el 31 de mayo.
El 7 de mayo primer complejo hospitalario modular se ha abierto en Bakú.

## Estadísticas
Los cuadros a continuación se generan en base al dashboard de la situación de la COVID-19 generado por el Gabinete de Ministros de la República de Azerbaiyán.